# I Giochi dell'Impero Britannico
I I Giochi dell'Impero Britannico si tennero a Hamilton (Canada) tra il 16 ed il 23 agosto 1930. Vi parteciparono 11 squadre di altrettante rappresentative territoriali, per un totale di 400 atleti impegnati.

## Sport
I I Giochi dell'Impero Britannico hanno compreso le seguenti discipline sportive:
- Atletica leggera
- Lawn bowls
- Lotta
- Pugilato
- Sport acquatici
  -  Nuoto
  -  Tuffi

## Partecipanti

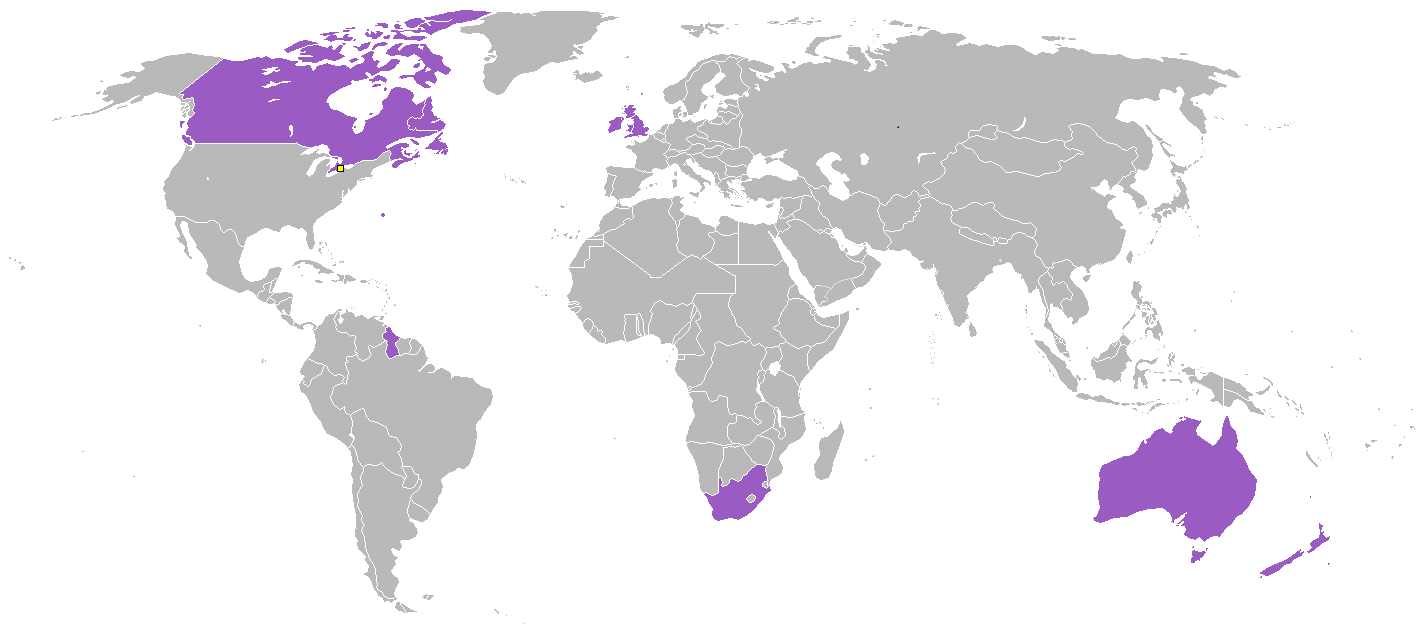
Paesi partecipanti

Ai Giochi hanno preso parte i seguenti Stati o territori (in grassetto quelli che partecipano per la prima volta alla manifestazione):
- Australia
- Bermuda
- Guyana britannica
- Canada
- Inghilterra
- Irlanda

- Nuova Zelanda
- Terranova
- Scozia
- Sudafrica
- Galles

## Medagliere
| Posiz. | Nazione           | Oro | Argento | Bronzo | Totale |
| ------ | ----------------- | --- | ------- | ------ | ------ |
| 1      | Inghilterra       | 25  | 22      | 13     | 60     |
| 2      | Canada            | 20  | 16      | 18     | 54     |
| 3      | Sudafrica         | 6   | 4       | 8      | 18     |
| 4      | Nuova Zelanda     | 4   | 4       | 2      | 10     |
| 5      | Australia         | 3   | 4       | 1      | 8      |
| 6      | Scozia            | 2   | 3       | 5      | 10     |
| 7      | Galles            | 0   | 2       | 1      | 3      |
| 8      | Guiana britannica | 0   | 1       | 1      | 2      |
| 9      | Irlanda           | 0   | 1       | 0      | 1      |
| Totale | Totale            | 59  | 57      | 49     | 165    |